# 方春望
方春望（1915年3月—1995年2月17日），原名聂崇铭，男，浙江常山人，中国流行病学专家，曾任山东医科大学校长。长期从事传染病学和流行病学的教学和研究工作，著有《实用传染病学》《传染病学》《传染病与流行病学》。

## 生平
早年就读于上海医学院，1937年八·一三事变后，参加了伤兵医院的工作和中法公学民众学校的讲课，组织了读书会并参加燕京大学旅沪同学会的进步活动。1938年11月在计苏华的介绍下加入中国共产党。1939年7月，与计苏华和王士良（黄志尚）组成了上海医学院第一个学生党支部。1943年从上海医学院（已迁至重庆）毕业后，以医疗工作为掩护，从事党的地下工作。1946年参加新四军，历任华东白求恩医学院教务主任、教授，华东国际和平医院内科主任，中国人民解放军华东军区济南特别市军事管制委员会卫生部部长，山东省立医院内科主任等职。1950年10月任山东省立医学院副院长。1952年全国高等学校院系调整后，山东医学院与齐鲁大学医学院合并成立新的山东医学院，方春望担任副院长兼教务长。1978年2月任院长。1985年5月山东医学院改为山东医科大学后担任校长。1986年3月任名誉校长。1993年获国务院政府特殊津贴。1995年2月17日在济南病逝。

## 社会兼职
曾兼任卫生部医学科学委员会委员，中华医学会医学教育学会常务委员，中华医学会山东分会副理事长，山东省科学技术协会常务委员，山东省卫生史志编纂委员会副主任委员，山东省政协委员等职。